# КК Донар
КК Донар (хол. Donar) је холандски кошаркашки клуб из Гронингена. У сезони 2022/23. такмичи се у Првој лиги Холандије.

## Историја
Клуб је основан 1951. године и често је уз Донар носио спонзорска имена, а у време највећих успеха био је познат и као Капиталс (2003—2009) и ГасТера флејмс (2009—2014). По први пут је у највишем рангу заиграо 1970. године. Прву титулу првака Холандије освојио је 1982. године, док је наредних шест дошло тек у новом миленијуму (2004, 2010, 2014, 2016, 2017. и 2018). Победник националног купа био је у седам наврата (2005, 2011, 2014, 2015, 2017, 2018. и 2022), а у суперкупу је тријумфовао три пута (2014, 2016. и 2019).
На међународној сцени одиграо је 4 сезоне у Еврокупу и 2 у ФИБА Еврочеленџу, али ниједном није прошао прву групну фазу.

## Успеси

### Национални
- Првенство Холандије:
  - Првак (7): 1982, 2004, 2010, 2014, 2016, 2017, 2018.
  - Вицепрвак (6): 1998, 2006, 2011, 2015, 2019, 2023.

- Куп Холандије:
  - Победник (7): 2005, 2011, 2014, 2015, 2017, 2018, 2022.
  - Финалиста (3): 1997, 2000, 2007.

- Суперкуп Холандије:
  - Победник (3): 2014, 2016, 2019.
  - Финалиста (4): 2011, 2015, 2017, 2022.

## Познатији играчи
- Тори Томас
- Драгутин Чермак